# Яшерганово
Яшерганово (баш. Йәшергән) — село в Стерлибашевском районе Башкортостана, административный центр Яшергановского сельсовета.

## История
В «Списке населенных мест по сведениям 1870 года», изданном в 1877 году, населённый пункт упомянут как деревня Яширганова 4-го стана Стерлитамакского уезда Уфимской губернии. Располагалась при речке Яширгане, в 64 верстах от уездного города Стерлитамака и в 25 верстах от становой квартиры в селе Васильевское (Бондаревка). В деревне, в 95 дворах жили 664 человека (351 мужчина и 313 женщин, татары, башкиры), были мечеть, училище. Жители занимались земледелием, скотоводством.

## Население
| 2002 | 2009 | 2010 |
| ---- | ---- | ---- |
| 723  | ↘680 | ↘620 |

## Географическое положение
Расстояние до:
- районного центра (Стерлибашево): 33 км,
- ближайшей ж/д станции (Стерлитамак): 93 км.

## Религия
В селе есть мечеть.

## Известные уроженцы
- Бадретдинова, Раушания Мусавировна (род. 28 сентября 1974) — российская художница, член Союза дизайнеров России и Республики Башкортостан (2002), член международной ассоциации изобразительных искусств – АИАП ЮНЕСКО (2012), член Союза художников России и Республики Башкортостан (2012)[5][6].